# Juan Bautista Soler Luján
Juan Bautista Soler Luján és un empresari immobiliari nascut a València. A més de la seua activitat empresarial, des de 2004, és accionista majoritari del València Club de Futbol, club que va presidir diverses vegades des d'eixe any fins al 2008. La seua empresa Grupo Juan Bautista Soler destaca pel desenvolupament i construcció d'apartaments i comunitats principalment al País Valencià.
Però un repàs al Registre Mercantil proporciona que ostenta 43 càrrecs en 33 societats d'activitats variades no sempre relacionades amb la construcció com empreses de neteja, distribuïdores de pel·lícules i fins i tot sales de cinema
Juan Bautista Soler va tancar el seu cicle en la presidència del València CF, iniciat el 5 d'octubre del 2004, el 12 de març de 2008, quan va presentar la seua dimissió. Segons informació desvetllada pel diari esportiu Marca i Radio Marca, va deixar en les arques valencianistes la minsa quantitat d'11.000 euros. Aquest fet, unit a la gran polèmica que van alçar les seues decisions, des de la contractació de Ronald Koeman com a mànager, fins al contracte de publicitat amb Valencia Experience ha provocat que gran part de la massa social valencianista el veja com el màxim responsable de la crisi del València CF en la temporada 2008/09.
Va ser substituït al càrrec per Agustín Morera.
El 9 de juliol del 2008 Juan Bautista Soler, que era encara màxim accionista del València CF, arriba a un acord amb Juan Villalonga per portar la gestió del club. Aquest acord es trenca pocs dies després de dures negociacions per ampliar el capital del club no exemptes de polèmica. Juan Villalonga va guanyar 714.285 euros al dia durant les dues setmanes que va romandre com a gestor del València CF, en total 10 milions d'euros que van ser pagats de la butxaca del mateix Juan Soler.
El 8 d'abril de 2014 Juan Bautista Soler és detingut per la Policia Nacional per presumptament haver contractat un sicari per a segrestar Vicent Soriano Serra i obligar-lo així a pagar-li un deute. Després de passar la nit al calabós, ha passat a disposició del jutjat d'instrucció número 12 de València. El jutge ha decretat el secret de sumari i l'ha deixat en llibertat provisional amb càrrecs, imputat de temptativa de segrest, amb una ordre d'allunyament de la víctima i amb la prohibició d'eixir d'Espanya.